# Немагнітний чавун
Немагнітний чавун — чавун з низькою магнітною проникністю і високим питомим електричним опором. Є різновидом легованих чавунів. З немагнітних чавунів виготовляють кришки масляних вимикачів, кронштейни для кабелів, станини електродвигунів тощо.

## Одержання
Немагнітні чавуни виплавляють у електропечах (індукційних і дугових) і вагранках. При плавці в індукціонних печах вигар становить ~ 10 % С, ~ 8 %Mn і ~ 11 % SWi. Засвоєння нікелю при плавці у електропечах перевищкує 95 %. Вигар кременю і марганцю у вагранках при введенні у шихту у вигляді чавуну становить відповідно 7-10 і 11 %, а при введенні у вигляді феросиліція і феромарганцю відповідно 20-25 і 20-22 %. Чавун піддають відпалу і нормалізації. Для зняття внутрішніх напружень використовують відпуск.

## Використання
Немагнітні чавуни використовують у електротехниці, машинобудуванні та в інших галузях.